# ТЕС Suzano Mucuri
18°2′20″ пд. ш. 39°55′41″ зх. д. / 18.03889° пд. ш. 39.92806° зх. д.
ТЕС Suzano Mucuri — теплова електростанція у бразильському штаті Баїя, яка відноситься до комплексу целюлозного комбінату компанії Suzano Papel e Celulose.
В 1992 році в Мукурі розпочав роботу целюлозний комбінат, який обладнали содорегенераційним котлом, котрий спалює чорний натр (суміш органічних та неорганічних речовин, що залишається після варки целюлози) та продукує 480 тон пари на годину. Від нього живляться три парові турбіни – дві із протитиском потужністю по 37,6 МВт та одна конденсаційна з показником у 16,8 МВт.
В 2007-му стала до ладу друга черга комбінату, яка має суттєво більший содорегенераційний котел продуктивністю 740 тон пари на годину. Від нього живляться дві турбіни із протитиском потужністю по 60,8 МВт.
Окрім содорегенераційних, комбінат має один паровий котел, який спалює біомасу (відходи переробки деревини).
Надлишкова електроенергія постачається зовнішнім споживачам по ЛЕП, розрахованій на роботу під напругою 138 кВ.